# 李經 (成化戊戌進士)
李經（1443年—1485年），字士常，號力齋，萬全都司官籍，直隸鳳陽府泗州臨淮縣人，明朝政治人物。

## 生平
三月十一日生，成化十年（1474年）甲午科順天鄉試第四十六名舉人，成化十四年（1478年）戊戌科進士。選翰林院庶吉士，成化十七年（1481年）授河南道監察御史，奉敕巡山海诸关，二十一年巡按河南，九月二十一日卒於官。李東陽為其作墓誌銘。

## 家族
曾祖李濟，廣信衛正千戶贈都指揮僉事。祖父李庸，陝西都指揮僉事。父李徵，萬全都指揮僉事。母董氏，贈孺人。永感下。兄李士章，署都指揮僉事；李純。娶岳氏，继娶王氏，俱封孺人。生三子：秩、和、稢。